# José Antonio Caravaca
José Antonio Caravaca (Algeciras, 1972) es un investigador, escritor y reportero gaditano.

## Trayectoria profesional
Perteneciente a la última hornada de investigadores y reporteros centrados en el mundo de las paraciencias surgidos a principios de la década de los noventa en España, se identifica a su vez con las primeras generaciones de investigadores que se dedicaron al esclarecimiento del fenómeno ovni.
Ha publicado más de 500 artículos y noticias de investigación sobre ovnis, criptozoología, arqueología y otras cuestiones relacionadas con lo heterodoxo. Es colaborador de la publicación internacional Enigmas fundada por Fernando Jiménez del Oso, Año/Cero, Más allá de la Ciencia y de otros medios escritos especializados. Participó activamente en el periódico dedicado íntegramente al misterio denominado Enigmas Express. También colabora en El Ojo Critico, revista especializada dedicada a los fraudes paranormales, dirigida por el investigador Manuel Carballal.
Desde 1993 hasta 2004 colaboró en la sección ovni del boletín Investigación dirigido y editado por Francisco Cabrera y Pilar Galvin. En dicho medio ha publicado y desarrollado trabajos dedicados a esclarecer la fenomenología ovni, destacando su labor como pensador ovni. Resalta su ensayo Ovnis. Auge, caída y transformación de un mito moderno. En el terreno ufológico, focalizó su interés en la oleada de aeronaves de 1896-1897, lo que le llevó a recopilar y publicar varios trabajos dedicados íntegramente a dicho evento, así como a editar en 2023 su obra Los ovnis de Julio Verne. ¿Máquinas de otros mundos en el siglo XIX?, en la contextualiza dicho fenómeno histórico junto a la obra de Julio Verne. También ha editado un monográfico dedicado al chupacabras (Chupacabras. Análisis de una leyenda contemporánea. Revista Investigación, 1998). Así mismo es autor de una investigación sobre las Piedras de Ica donde demuestra su falsedad así como de una obra alusiva Ica. La increíble historia de un pasado que nunca existió (2020).
Colaborador habitual de tertulias radiofónicas, ha intervenido en diferentes congresos y conferencias sobre ovnis destacando su intervención en los tres Congresos Nacionales de Periodismo del Misterio celebrados en Málaga.

## Teoría de la distorsión
Es autor de la «teoría de la distorsión», que aporta una nueva perspectiva sobre el fenómeno ovni, su naturaleza, origen y propósito. Representa una aproximación interpretativa contemporánea a las hipótesis psicosocial y paraufológica, en detrimento de la hipótesis extraterrestre.
La teoría de la distorsión no defiende que el fenómeno ovni tenga un origen puramente psicológico, sociológico o alucinatorio, sino que es producido/provocado por la interacción/comunicación de un agente externo desconocido, inteligente e independiente al ser humano, con los eventuales testigos que describen experiencias con ovnis. Para lograr sus objetivos, dicho agente conecta con la psique de los observadores para extraer, del inconsciente individual y privativo de los mismos, material intelectual (que se encuentra en los hobbies, cultura, cine, literatura, etc.), con el propósito de fabricar/proyectar una experiencia de visitación alienígena ficticia.

### Crítica
La teoría de la distorsión no ha estado exenta de crítica por parte de otros investigadores. Así, mientras el investigador y criminólogo gallego Manuel Carballal expresó un detallado análisis de su teoría, otros, como el investigador onubense Moisés Garrido, la consideraron una síntesis de conceptos ya presentes previamente en la propia paraufología. En la misma línea se expresó posteriormente el investigador Artur Homs en su obra de 2023 Distorsión o paraufología. Historia de un reset fallido, prologada por el propio Garrido y el escritor chileno Sergio Sánchez Rodríguez, donde señalaría a la teoría de la distorsión como un plagio de ideas y conceptos de la paraufología.
Caravaca ya expresó su réplica a dicha argumentación.

## Obra
- Trilogía de la teoría de la distorsión. Editorial Guante Blanco. 2019-2024.

1. Volumen I: Distorsión. ¿Una teoría explicativa? Ovnis, apariciones marianas, bigfoots, hadas, fantasmas y extrañas criaturas. 2019. ISBN 978-84-16808-85-4.
2. Volumen II: En la mente de los ovnis. Un exhaustivo análisis de más de 10.000 encuentros cercanos con ovnis que ofrece sorprendentes y desconcertantes conclusiones nunca antes alcanzadas. 2022. ISBN 9788418151682.[20]
3. Volumen III: Agente externo. En busca de las conexiones secretas entre el folclore, los encuentros cercanos con ovnis, las apariciones liminales, el misticismo, la Santa Compaña y el mundo de lo imaginal. 2024. ISBN 978-84-10137-02-8.

- Los ovnis de Julio Verne. ¿Máquinas de otros mundos en el siglo XIX?. 2023. ISBN 978-84-18151-87-3.
- Ica. La increíble historia de un pasado que nunca existió. Editorial Guante Blanco. 2020. ISBN 978-84-18151-14-9.
- Encuentros cercanos con ovnis. ¿Una arquitectura psíquica desconocida? Introducción a la teoría de la distorsión. Editorial Guante Blanco. 2018. ISBN 978-84-16808-27-4.
- Ovnis. Las 50 mejores evidencias. Ediciones Cydonia. 2017. ISBN 978-84-945861-9-4.
- Ovnis. Las operaciones secretas de la CIA. Ediciones Oblicuas. 2017. ISBN 978-84-16967-87-2.
- Expediente Roswell: el informe definitivo[21]. Ediciones Oblicuas. 2016. ISBN 978-84-16627-93-6.
- Hay otros mundos, pero están en este. Varios autores. Ediciones Cydonia. 2013. ISBN 978-84-938064-7-7.
- La última profecía de Julio Verne. Con prólogo de Juan José Benítez. Ediciones Espejo de Tinta. 2007. ISBN 978-84-96280-89-2.